# محمد بن الفضل الجرجرائي
محمد بن الفضل الجرجرائي كان مسؤولًا عباسيًّا كبيرًا ووزيرًا لفترة وجيزة في عام 847/8 ومرة أخرى في عام 863 حتى وفاته في عام 864/5.
وكما يظهر من نسبه أنه من بلدة جرجراء جنوب بغداد. وُلد في حوالي عام 785م وبدأ حياته المهنية كسكرتير للوزير السابق الفضل بن مروان. عندما عزل الخليفة المتوكل على الله (حكم من 847 إلى 861) الوزير محمد بن الزيات بعد فترة وجيزة من توليه الحكم، عيّن محمدًا مكانه، لكنه سرعان ما عزله أيضًا بسبب إهماله في أداء واجباته. استدعاه الخليفة المستعين (حكم 862-866) إلى المنصب في أيلول/تشرين الأول 863، واستمر في شغله حتى وفاته في 864/865.